# 半地下

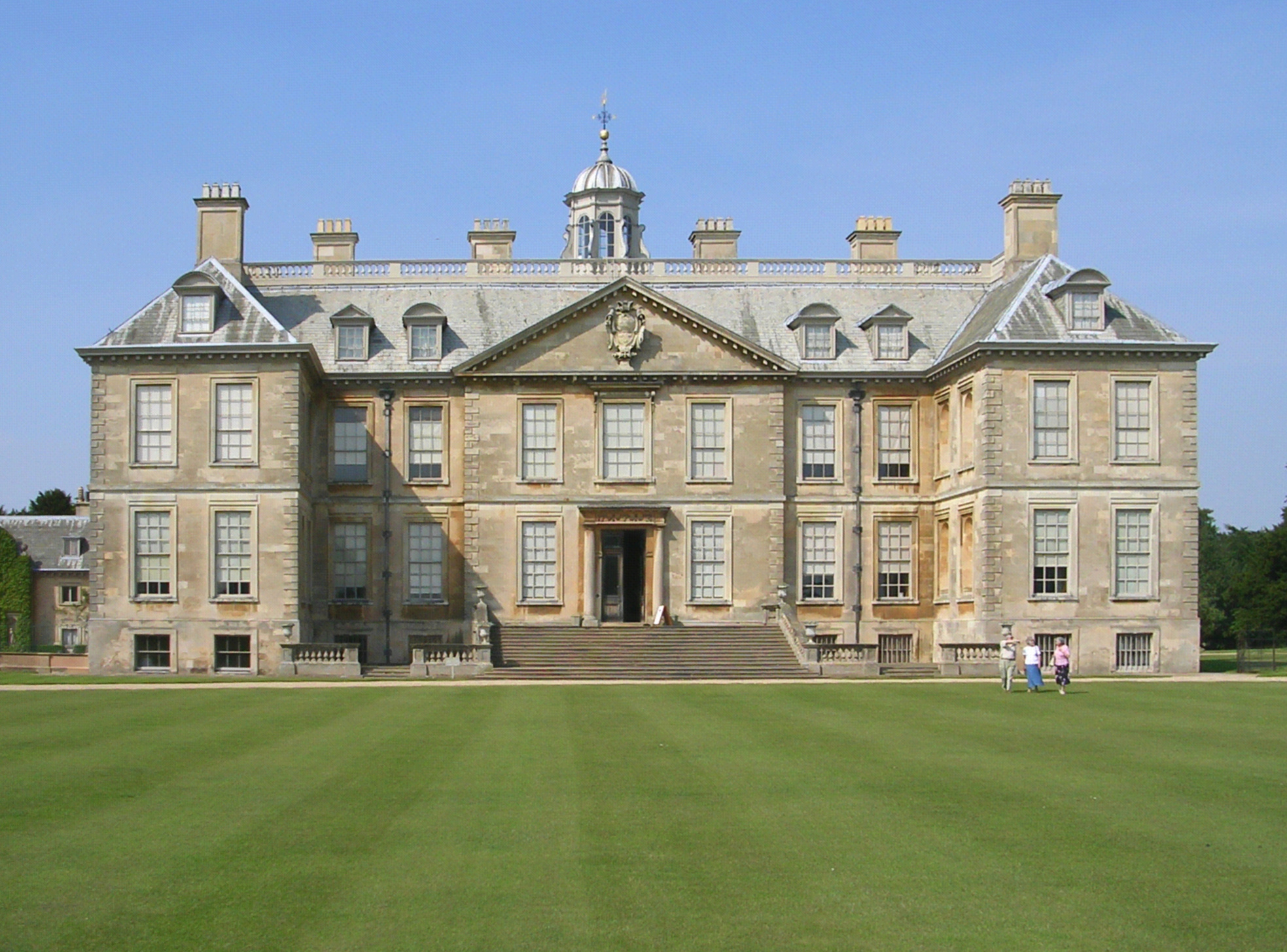
イギリスリンカンシャーにあるボルトンハウス。最下階に見える部分は使用人のための半地下の部屋である。

半地下（はんちか）とは、建築物において完全な地下室ではなく半分が地下にある状態、あるいはその部屋を指す。

## 韓国における半地下
韓国における半地下（バンジハ、朝: 반지하）は、下層住居として知られる。韓国における格差社会や貧困の象徴となっている。

### 経緯・概要
1968年、北朝鮮の朝鮮人民軍のゲリラ部隊が当時の朴正煕韓国大統領の暗殺を計画し、潜入した青瓦台襲撃未遂事件が発生し、大統領官邸が襲撃された。以降も武装した北朝鮮工作員が韓国に侵入するテロ事件が相次いだ。そのため、1970年の建築基準法改定では新築の低層住宅には国家非常事態のための防空壕として地下室を設置することが義務づけられた。当初は貸し出すことは禁止されていたが、1980年代にソウルを中心に住宅不足危機になると貸与が解禁された。
今日に至っても、特に家賃急騰が続くソウル特別市では20代の平均月収が約200万ウォンで、月々の家賃は約54万ウォンと収入のうち家賃が占める割合は高く、貧困層にとって半地下物件は重要な選択肢の一つになっている。日光が届かず薄暗く、夏には蒸し暑く、湿度が高いためにカビが発生しやすい。天井が低く、頭をぶつけないように両脚を思い切り広げるうように立たなければ頭をぶつけてしまうような物件もある。韓国国内では半地下は有名だが、ポン・ジュノ監督による映画『パラサイト 半地下の家族』によって、国外での認知度が上昇した。
『パラサイト 半地下の家族』では半地下の劣悪な生活環境が描かれているが、近年では半地下でも、改修された綺麗で広さもある物件がある。
2022年8月8日、ソウルで集中豪雨が発生。半地下を有する建物が浸水するケースも見られた。家の中からドアを開けられない状況となり、障害者を含む4人が死亡。この被害を受け、ソウル市当局は新たな半地下住宅の建設許可を中止、既存物件についても段階的に廃止とする方針を8月10日に表明した。

### 住居による韓国社会階級
韓国では2008年に『不動産階級社会』という本によって、住居による6つの階級区分が話題になった。
1. 多住宅所有世帯の最富裕層
2. 住宅所有世帯
3. 所有住宅はあるがローン等のために賃貸に住む世帯
4. 保証金5000万ウォン(約500万円)以上の賃貸で暮らす世帯
5. 保証金5000万ウォン以下の賃貸で暮らす世帯
6. 地下室、ビニールハウス等で暮らす最貧困層

フリーライターの伊東順子は、10年後の2018年時点では韓国社会の貧困格差は悪化したことで、単純な比較は出来ないが、韓国社会の第1階級が複数不動産所有者やその家族であり、最下層である第6階級に半地下や全地下といった「地下室」であることは変わりないと述べている。